# Bernhard Rotzinger
Bernhard Rotzinger (* 8. August 1956) war ein baden-württembergischer Polizist und Polizeipräsident von Freiburg. Er ist Stadtrat im Freiburger Gemeinderat und CDU-Kreisvorsitzender in Freiburg.

## Beruflicher Werdegang
Bernhard Rotzinger nahm 1976 den Polizeidienst der Landespolizei von Baden-Württemberg im mittleren Dienst auf. 1980 stieg er in den gehobenen Dienst auf, 1990 in den höheren Dienst. Von 1990 bis 1995 war er als Dozent für Kriminalistik an der Polizeifachhochschule, der heutigen Hochschule für Polizei Baden-Württemberg, in Villingen-Schwenningen. Von 1995 bis 1998 ging er an die Landes-Polizeischule Freiburg und lehrte im Fachbereich Führungstraining als Trainer und Leiter. Ab 1998 leitete er die Kriminalpolizei Freiburg. 2002 wechselte er als Leiter der Abteilung 3 in das Landeskriminalamt von Baden-Württemberg. Dort war er stellvertretender Leiter des Landeskriminalamts. 2006 bis 2008 leitete er in der Landespolizeidirektion Freiburg das Referat 64 (Führung und Einsatz). Ab November 2008 war er Leiter der Landespolizeidirektion Freiburg. Im April 2009 war Bernhard Rotzinger Polizeiführer der baden-württembergischen Polizei beim Natogipfel in Straßburg-Kehl-Baden-Baden mit insgesamt 16.000 Einsatzkräften. Seit Januar 2014 leitete Bernhard Rotzinger das Polizeipräsidium Freiburg. Sein Vertreter war Alfred Oschwald.
Ende März 2019 ging er in den Ruhestand. Seine Nachfolge übernahm Franz Semling.
Bei der Gemeinderatswahl am 26. Mai 2019 wurde er in den Freiburger Gemeinderat gewählt und gehört hier der 6-köpfigen CDU-Fraktion an. Am 9. Juni 2024 wurde er mit 43.283 Stimmen wieder gewählt.
Am 27. Juni 2019 wurde er mit 90 % der Stimmen zum Vorsitzenden des CDU-Kreisverbandes Freiburg gewählt. Bei den Wiederwahlen erhielt er 2021 98 % und 2023 87 % der Stimmen.